# 坪倉由幸
坪倉 由幸（つぼくら よしゆき、1977年〈昭和52年〉9月9日 - ）は、日本のお笑いタレント、俳優。お笑いトリオ・我が家の大ボケ担当（ネタによっては小ボケ）、谷田部にはツッコミ担当。
神奈川県横浜市出身。ワタナベエンターテインメント所属。身長172 cm、体重58 kg。星座はおとめ座。

## 経歴・人物
父親は横浜市中央卸売市場にて水産仲卸業「金一坪倉商店」を営み、2021年には横浜市長選挙に立候補した経歴を持つ坪倉良和。
男の3人兄弟で、兄は横浜マリノスジュニアユース（U-15）で監督を務める坪倉進弥。
小学生の時、サッカー横浜市選抜で中村俊輔とプレーしたことがある。高校卒業後は役者を志して俳優養成所に入所した。
2003年、杉山裕之と谷田部俊に感化されて、「我が家」を結成した。後に、事務所の社長である渡辺ミキに薦められリーダーとなった（以前は谷田部がリーダーだった）。

## 出演

### テレビ
現在の出演番組
- ヒルナンデス!（日本テレビ、2011年3月 - 2017年3月）月曜レギュラー、（2017年4月 - ）月曜不定期VTR企画

- ハートビートボート（BSフジ、2020年4月 - ）

過去の出演番組
- LIFE!〜人生に捧げるコント〜（NHK総合テレビ・NHKBSプレミアム、2012年9月1日 - 2014年9月25日）
- すとぷりのHere!We!GO!!（テレビ東京、2022年12月4日 - 2023年9月24日） - いちごニキ 役[7]

### ラジオ
- アッパレやってまーす! 月曜日（2017年4月10日 - 2018年3月26日、2021年10月11日 - 、MBSラジオ）
- オレたちやってマンデー（2018年4月3日 - 2021年9月28日、MBSラジオ）

### PV
- 坂本冬美 『ずっとあなたが好きでした』

### テレビドラマ
- 雀鬼シリーズ - 村本の少年時代 役（Vシネマ）
- 主に泣いてます（フジテレビ） - 勅使河原耕三 役
- 鼠、江戸を疾る（NHK） - 与平 役
- 銭の戦争 第5話（2015年2月3日、関西テレビ） - 藍沢貴也 役
- 天皇の料理番（2015年、TBS） - 奥村 役
- 警視庁捜査一課9係 season11（2016年、テレビ朝日） - 浜中勇次 役
- トットてれび（2016年、NHK総合） - 植木等 役
- 勤番グルメ ブシメシ!（2017年、NHK総合） - 京一 役
- マッサージ探偵ジョー（2017年、テレビ東京） - 権藤助六 役
- ハケンのキャバ嬢・彩華 第6話（2017年11月20日、朝日放送[注 1]） - 嘉門航大 役
- アンナチュラル 第4話（2018年2月2日、TBS） - 佐野祐斗 役
- 直撃!シンソウ坂上 再現ドラマ「西鉄バスジャック事件」（2018年5月3日、フジテレビ）[8]
- はぐれ署長の殺人急行4（2018年7月9日、TBS） - 甲斐路幸宏
- 下町ロケット（2018年10月 - 12月・2019年1月、TBS） - 蔵田慎二 役[9]
- 名探偵・明智小五郎（2019年、テレビ朝日） - 畑柳房夫 役
- あなたの番です（2019年4月 - 9月、日本テレビ） - 児嶋俊明 役
  - 劇場版公開記念!「あなたの番です」完全新撮スペシャル!（2021年12月10日、日本テレビ） - 児嶋俊明 役
- わたし、定時で帰ります。 第2話 - 最終話（2019年4月 - 6月、TBS） - 丸山陽介 役
- DASADA（2020年1月16日 - 3月19日、日本テレビ） - 中池先生 役[10][11]
  - DASADA〜未来へのカウントダウン〜（2020年7月2日 - 9月10日、日本テレビ） - 中池先生 役[12]
- ついていけない子さんを愛でる-SDGs＆生理＆サウナ 問題提起ドラマバラエティ-（2021年1月23日、テレビ東京） - ちょいわる男 役[13]
- 神様のカルテ（2021年2月22日 - 、テレビ東京） - 居酒屋「九兵衛」マスター 役
- 死との約束（2021年3月6日、フジテレビ） - 十文字幸太 役
- 着飾る恋には理由があって 最終話（2021年6月22日、TBS） - 桜庭 役
- ドラマ「家、ついて行ってイイですか?」 第6話（2021年9月18日 、テレビ東京 ） - 荒木淳 役[14]
- 剣樹抄〜光圀公と俺〜 第4話 - （2021年11月26日 - 、NHK BSプレミアム） - 鶴市 役[15][16][17]
- ムチャブリ！わたしが社長になるなんて（2022年1月12日 - 3月16日、日本テレビ） - 葛原啓次郎 役[18][19]
- 大河ドラマ 鎌倉殿の13人（2022年、NHK） - 工藤祐経 役[20]
- 刑事7人 Season8 第1話（2022年7月13日、テレビ朝日） - 松尾丈一郎 役[21]
- 石子と羽男-そんなコトで訴えます?- 第7話・最終話（2022年8月26日・9月16日、TBS） - 刀根泰士 役[22]
- 六本木クラス 第9話 - 第11話（2022年9月1日 - 15日、テレビ朝日） - 穂積ヒロト 役（「三ツ星スタジアム」の男性司会者）[23][24]
- HOTEL -NEXT DOOR-（2022年9月10日 - 10月15日、WOWOW） - 東海林譲 役[25]
- ボーイフレンド降臨!（2022年10月15日 - 12月17日、テレビ朝日） - 中越 透 役[26]
- 今野敏サスペンス 機捜235×強行犯係 樋口顕 第4話（2023年2月17日、テレビ東京） - 丹野大賀 役[27]
- ペンディングトレイン-8時23分、明日 君と（2023年4月21日 - 6月23日、TBS） - 寺崎茂道 役[28]
- 何かおかしい2 第6話（2023年5月10日、テレビ東京） - バスト山内 役
- ギフテッド Season1 第3話（2023年8月26日、フジテレビ） - 山井健太 役[29]
- 約束 〜16年目の真実〜（2024年4月11日 - 6月13日、読売テレビ・日本テレビ） - 木崎拓斗 役[30]
- 仮面ライダーガヴ 第2話（2024年9月8日、テレビ朝日） - ジョギング男 役[31][32]
- 3年C組は不倫してます。（2024年10月2日 - 12月18日、日本テレビ） - 小久保清 役[33]
- 海に眠るダイヤモンド（2024年10月20日 - 12月22日、TBS)  - 三島 役[34]
- マイダイアリー（2024年10月20日 - 12月22日、朝日放送テレビ・テレビ朝日） - 杉山次郎 役[35]
- 雲霧仁左衛門ファイナル（2025年1月5日 - 、NHK BS・NHK BSプレミアム4K）[36]
- 正直不動産ミネルヴァ Special（2025年2月5日、NHK BS） - 伊集院颯 役[37]
- 失踪人捜索班 消えた真実 第3話・第4話・最終回（2025年4月25日・5月2日・6月6日、テレビ東京） - 内藤正義 役[38]
- イグナイト -法の無法者- 第8話（2025年6月6日、TBS） - 河野遼平 役[39]
- DOCTOR PRICE（2025年7月6日 - 、読売テレビ・日本テレビ） - 倉持栄治 役[40]
- 怪物 （2025年7月6日- 、WOWOW）‐ 粕谷役

### Webドラマ
- 踊る大宣伝会議、或いは私は如何にして踊るのを止めてゲームのルールを変えるに至ったか。Season2[注 2]（2015年、ネスレシアター） - 伊勢谷亮馬 役[41]
- ハケンのキャバ嬢・彩華 第6話（2017年11月13日、AbemaTV[注 1]） - 嘉門航大 役
- 3年C組の担任と不倫してます。 第1話（2024年10月2日、TVer） - 小久保清 役
- 情事と事情（2024年12月5日 - 、Lemino） - 牧村陽太 役

### 舞台
- Dステ14th「十二夜」（2013年10月） - マルヴォーリオ 役[注 3]
- 「家族の基礎〜大道寺家の人々〜」（2016年）
- 舞台「十二夜」（2020年3月） - マルヴォーリオ役
- KERACROSS第三弾舞台「カメレオンズ・リップ」（2021年4月 - 5月） - ルドルフ・ハッケンブッシュ大佐 役[42]
- ワタナベエンターテインメント Diverse Theater「物理学者たち」（2021年9月、本多劇場） - リヒャルト・フォス警部 役[42]
- 室温〜夜の音楽〜（2022年6月25日 - 7月10日、世田谷パブリックシアター / 7月22日 - 24日、兵庫県立芸術文化センター 阪急 中ホール） - 下平 役[43]
- ジャンヌ・ダルク（2023年11月28日 - 12月17日、東京建物 Brillia HALL / 12月23日 - 26日、オリックス劇場） - 傭兵レイモン 役[44][45]
- KERA CROSS 第6弾「消失」（2025年1月18日 - 2月2日、紀伊國屋サザンシアター TAKASHIMAYA / 2月6日・7日、サンケイホールブリーゼ）[46]
- マーダーミステリーシアター「殺意の代償」（2025年3月15日、品川プリンスホテル クラブeX）[47]

### 映画
- 騙し絵の牙（2021年3月26日公開、松竹） - 柴崎真一 役[48]
- あなたの番です 劇場版（2021年12月10日公開） - 児島俊明 役[49]
- アイ・アム まきもと（2022年9月公開） - 小野口 役[50]
- 静かなるドン（2023年5月12日公開） - 肘方年坊 役[51]
  - 静かなるドン2 前編（2024年9月13日公開）[52]
  - 静かなるドン2 後編（2024年9月27日公開）[52]
- あの花が咲く丘で、君とまた出会えたら。（2023年12月8日公開） - ヤマダ 役[53]
- ベートーヴェン捏造（2025年9月12日公開予定、松竹） - ハイネ 役[54]